# Shahrixon
Shahrixon (uzb. cyr. Шаҳрихон; ros. Шахрихан, Szachrichan) – miasto we wschodnim Uzbekistanie, w wilajecie andiżańskim, siedziba administracyjna tumanu Shahrixon. W 1989 roku liczyło ok. 45 tys. mieszkańców. Ośrodek przemysłu włókienniczego.
Miejscowość powstała w związku z budową Wielkiego Kanału Fergańskiego w latach 1939–40. Początkowo nosiła nazwę Stalino, a następnie Moskowskij. 13 listopada 1970 roku otrzymała prawa miejskie i została przemianowana na Shahrixon.